# تپه دال کور آب
تپه دال کور آب در شهرستان بوئین‌زهرا، روستای چوبینه واقع شده و این اثر در تاریخ ۲۴ فروردین ۱۳۸۲ با شمارهٔ ثبت ۸۱۸۵ به‌عنوان یکی از آثار ملی ایران به ثبت رسیده است.